# 管师仁
管师仁（1045年—1109年），字元善，处州龙泉县（今浙江省龙泉市）人，北宋大臣。

## 生平
管师仁中进士第，担任广亲、睦亲宅教授。出任澧州通判，知建昌军，有良好的政绩。擢升为右正言、左司谏。弹劾苏轼、苏辙诋毁熙宁变法，他们门下人士吏部员外郎晁补之等人不宜留在朝廷，于是逐出。河北滨州、棣州诸州连年遭受水患，百姓流亡未回，租赋都登记在录，管师仁请求全部蠲免，来安抚和招回流民，一方得到他的恩惠。后来历任起居郎、中书舍人、给事中、工部侍郎。主管铨选的官吏大多违法，管师仁暂时摄领，揭发罪状，对一些人定罪，被士论称道。改任吏部侍郎，进升为刑部尚书，以枢密直学士知邓州，没有就任，改知扬州，又改知定州。
当时承平一百余年，边备不整，而辽国准备为西夏人侵犯边疆。朝廷命管师仁设置防备，他上任后下令修城输壕，修整甲胄。官吏恐惧，不知怎样去做。管师仁预先做好计划，每天用十万民力，转眼完成，外界不知。于是每天与宾客宴会，以显示闲暇，使敌人不疑。宋徽宗手书下诏奖励。召为吏部尚书，不久同知枢密院。两个月后，得病。拜为资政殿学士、佑神观使。随后去世，时年六十五岁。赠正奉大夫。

## 相關
后裔莫言（管谟业），中国作家、诺贝尔文学奖得主。

## 延伸阅读
[在维基数据编辑]
 《宋史/卷351》，出自脱脱《宋史》